# Asbak (van Sid Vicious)
Asbak (van Sid Vicious) is een Nederlandstalige single van de Belgische band Clement Peerens Explosition uit 2000.
De single bevatte daarnaast nog fragmenten van Het Peulengaleis.
Het liedje verscheen op het album Vindegij Mijn Gat (Ni te Dik in deze Rok). Het gaat over een asbak die volgens Clement Peerens nog door Sid Vicious werd gesigneerd, maar de handtekening is na een wasbeurt door Peerens' vriendin volledig verdwenen. Nochtans beweerde ze "ge meugt gerust zijn cif da mokt gin krasse".

## Meewerkende artiesten
- Clement Peerens (elektrische gitaar, zang)
- Sylvain Aertbeliën (basgitaar)
- Vettige Swa (drums)